# 宮城県貞山高等学校
宮城県貞山高等学校（みやぎけん ていざんこうとうがっこう）は、宮城県多賀城市に所在する県立高校である。

## 概要
- 設置学科 定時制課程 昼間部／夜間部　
  - 普通科

## 沿革
- 1948年7月5日 市立宮城県塩竈高等学校に定時制課程を設置、多賀城分校を設置。
- 1970年4月1日 宮城県塩竈高等学校が、塩竈市から宮城県に移管される。
- 1977年12月24日 宮城県塩竈高等学校定時制中心校・同多賀城分校および宮城県塩竈女子高等学校定時制課程を統合し、宮城県貞山高等学校を設置することを決定する。
- 1978年4月7日 開校式
- 1990年4月1日 単位制高等学校となる。

## 校名の由来
伊達政宗の諡号が「貞山」であることによる。

## 出身著名人
斎藤ゆきえ (モデル・クリエイター)